# Гимназия
Гимна́зия (лат. gymnasium) — государственное или частное учебное заведение, термин также употреблялся в значении «место для гимнастических (телесных) упражнений».
В современном понимании гимназия — усовершенствованная общеобразовательная средняя школа с высоким рейтингом.
В первом значении гимнасий встречается в древних городах Греции, Египта, Сирии и остальных государствах Малой Азии, в которых распространилась Греческая, Римская империя (см. гимнастика). Понятие «гимнастика» до 1912 года включало любые физические упражнения. В гимназии изучали фехтование, кулачный бой, верховую охоту, гигиену, танцы, музыку, риторику, математику.
С XVI века гимназии как средние школы для мальчиков стали возникать в Германии, Австро-Венгрии, Нидерландах и других странах Европы. Содержание образования в них сводилось преимущественно к изучению древних языков и античной литературы.
В древнегреческой, а потом в древнеримской империи характер обучения в гимназиях постоянно менялся. Культура тех времён превозносила физическое образование над общим. Аристотель писал о необходимом бесплатном физическом образовании, обязательном физическом образовании девушек, издал множество общеобразовательных учебников, по которым обучали до середины XVIII века. Его учитель Платон обращал внимание правительства на гармоничное развитие, в котором большая часть образования должна состоять из общих наук, оставляя физической культуре менее половины времени. Гимназии существовали двух типов — Александрийская и Спартанская, в первой преобладало общеобразовательное обучение граждан, а в гимназиях второго типа преобладало физическое воспитание и военное дело даже для девушек.
В гимназиях вели свои беседы философы, риторы, учёные. В каждом греческом городе была одна или несколько гимназий. Наиболее известные из них: Дромос в Спарте; три афинские гимназии: Академия, Ликейон (где учили Платон, Аристотель) и Киносарг; Кранейон в Коринфе; гимназии в Неаполе, Таренте, Региуме, Эфесе, Нике и других городах.
Государственное образование древнего Рима сосредоточивалось на физической подготовке, обучение могли получать и страны, включённые в состав Римской республики.
Развитие христианства отрицало языческую культуру древней Греции. Императоры Феодосий I и Феодосий II (в 394 году), разрушали достояние человечества древности, строя новую культуру.[значимость факта?] Однако физическое развитие людей всех времён до XX века было основным, так как влияло на здоровье, армию.

## Общий обзор истории гимназий
Гимназия ведёт к высшему образованию, но сама она есть среднее учебное заведение (Катков, М. Н.)

Гимназия как средне-учебное заведение ведёт своё начало с XVI века. В Средние века название гимназии было также известно, особенно с XII века, со времени образования университетов, но оно, в воспоминание о греческих философских гимназиях, присваивалось университетам, которые назывались также academia и Archigymnasium (в Риме). Средне-образовательными заведениями до XVI века, из которых образовались гимназии, были школы (scholae) — монастырские, орденские и домовые, устроенные по образцу древнеримских школ. Предметами преподавания в них были artes liberales: грамматика, риторика, арифметика, геометрия, музыка и астрономия, и три собственно философских (в древнем смысле этого слова) предмета — логика, физика и этика. Из них грамматика, логика (диалектика) и риторика составляли trivium — школу, которую необходимо было пройти всякому образованному, по тогдашнему времени, человеку. Остальные предметы составляли quadrivium, вторую ступень школьного образования, после которой следовало обыкновенно специально-богословское. Обучение в них начиналось с латинской грамматики (обыкновенно изложенной стихами) и велось почти всё время на латинском языке. Из латинских писателей читались большей частью не авторы золотого века, а отцы церкви и позднейшие компиляторы. Метод обучения был формальный, механический. Наряду с этими школами с начала XIII века стали возникать городские школы (преимущественно в Германии и Италии), из которых некоторые впоследствии также преобразовались в гимназии. Всю сумму преподаваемых в них наук составлял, в большинстве случаев, trivium и главным предметом был латинский язык.

### Гимназии в XVI—XIX веках
С эпохой Возрождения и особенно Реформации проникает в школьную образованность новое направление — классическое, скоро вытеснившее средневековое, схоластическое. Под его влиянием возник целый ряд новых гуманистических школ, известных под общим именем латинских школ; они назывались также лицеями, гимназиями, учёными школами, педагогиумами. Первая такая латинская школа возникла в Лондоне в 1510 году; в Германии первая попытка построения новой системы гимназического образования принадлежит Меланхтону, основавшему гимназию в Нюрнберге, в 1526 году её курс охватывал все начальные предметы, до риторики включительно. Рядом с латинским языком в старших классах преподавался и греческий. Продолжателями дела Меланхтона были Камерарий, М. Неандер, Троцендорф и Штурм, которые требовали от новой школы «приучения юношеского духа к соразмерности, стройности, гармонии и логике мысли». Неандер дошёл даже до мысли о введении в гимназический курс естествознания; он говорил, что «соединение языкознания с естественными науками есть залог к всестороннему развитию человеческого духа». Очень скоро, уже в конце XVI века, эти школы стали господствующими по всей Западной Европе. Охватывая всё тогдашнее среднее образование, они служили почти исключительно подготовительными заведениями для предназначавшихся к университетским занятиям. Несмотря на это, в течение XVI и XVII веков, гимназии сохраняли много общих черт со средневековыми школами; Божий закон и латинский язык были в них главными предметами; из математики и греческого языка проходились основы, и метод обучения по-прежнему был чисто формальный.
Наряду с гимназиями, начиная со второй половины XVI века, действовали и иезуитские коллегии, в которых гимназии соответствовали собственно три низших класса — так называемые inferiora studia. Эти inferiora st. состояли из пяти классов:
- 1) infima grammatica,
- 2) media grammatica,
- 3) suprema gramm. (или syntaxis),
- 4) humanitas,
- 5) rhetorica.

В них, как и в гимназии, начинали с латинской грамматики и заканчивали риторикой. «Не знание», говорилось в уставе Аквавивы, «а упражнение в разговоре и письме составляет цель изучения грамматики».
Введение в гимназический курс немецкого и французского языков (во второй половине XVII века) было как бы началом реформы гимназий, совершившейся в XVIII веке. В преподавание были включены математические и естественные науки. Гимназии были изъяты из влияния духовенства и переданы в заведование государства. Во второй половине XVIII века гимназии освободились от одностороннего грамматического направления в изучении древних языков, благодаря трудам Ф. А. Вольфа, и стали школами свободного, общечеловеческого образования. В то же время гимназии сделались учебными заведениями, по преимуществу подготовляющими к университету, а со времени введения в действие в Пруссии правил об аттестате зрелости (1788) они получили исключительное на это право. Но гимназии XVIII века страдали от многопредметности и от недостатка сносных учителей. Учительские места получались обыкновенно по рекомендации (как и в XVI и XVII веках) или, в крайнем случае, по экзамену из богословия или философии. Первый экзамен специально на учителя гимназии был установлен в начале XIX века (1810) и вводился весьма постепенно, например, в Австрии только в 1848 году. Все эти недостатки были устранены в германских гимназиях в первой половине XIX века. Тогда же, под влиянием научных трудов учеников Вольфа (Бека, К. Мюллера, Негельсбаха) и политического и социального возрождения Германии окончательно выработались действующие теперь основные начала гимназического образования. «Гимназия», говорит Шрадер, «есть школа для той части народа, которая, с помощью знания законов человечества, хочет стать в ряды передовых людей, руководящих государственным развитием, или посредством разумения законов природы способствовать совершенствованию практической жизни». Главнейшие средства для достижения этой цели современная гимназия черпает в древних языках и математике. Из древних языков господствует латинский, начинаемый обыкновенно с первого класса (греческий — с III) и имеющий большее число уроков в каждом классе. По настоянию Гумбольдта, Нибура и Бёка, учащиеся должны были бы сосредоточиться на изучении лишь нескольких, самых красивых античных текстов. Из математических наук преподаются обыкновенно арифметика, алгебра, геометрия и тригонометрия; в курс некоторых западноевропейских гимназий вошло и естествознание (ботаника, зоология и минералогия). Затем в современной гимназии значительное место отводится отечественному языку и литературе. Отечественный язык, древние языки, математика и Божий закон считаются главными предметами. Второстепенные предметы: новые языки, история и география, в особенности отечественные, чистописание, рисование и гимнастика.

## Частный обзор истории гимназий
К началу XX века гимназии существовали в Австро-Венгрии, Пруссии, Сербии, Болгарии и России. Во Франции им соответствовали Lycées и Collèges, в Англии — Grammar-Schools, Grammar-Colleges и High Schools, в Соединённых Штатах — Grammar-Schools и High Schools, в Бельгии — Athénées, в Испании — Institutes и colegios, в Италии — licei (итальянские ginnasi имеют характер прогимназий), в Швейцарии — кантональные школы (Cantonschulen), в Скандинавских государствах — «учёные школы».

### Гимназии в Австрии
В течение XVII и первой половины XVIII века все гимназическое образование в Австрии находилось в руках иезуитов. Гимназий, основываемых другими духовными орденами и обществами, было очень мало, да и в тех держались большей частью иезуитских порядков. Первая попытка вступить в борьбу с педагогической системой иезуитов относится к последним годам царствования Карла VI (1740), когда за всеми гимназиями был установлен правительственный надзор. При Марии-Терезии гимназии были даже изъяты из ведения церкви и получили в 1753 году новый учебный план. Вместе с тем гимназии были лишены давнишнего их начала — всесословности, и сделаны доступными только для дворян. В 1774 последовали новые реформы: расширены программы математики, естественной истории, всеобщей истории (частью за счёт латинского языка); доступ в гимназии вновь открыт всем сословиям; установлен строгий контроль в выборе учителей. Но вскоре произошло возвращение к прежнему уставу, а по смерти Иосифа II в 1790 году вернулось и влияние духовенства, которое сильно сказалось на новом уставе гимназий 1819 года. В 1849 году был издан новый устав, увеличивавший число классов до восьми, расширявший, за счёт латинского языка, преподавание истории, географии, отечественного языка, вводивший снова естественную историю (исключённую уставом 1819 года) и систему прусских аттестатов зрелости. Наконец, 26 мая 1884 года были утверждены новые учебные планы. Все гимназии объявлены или правительственными, или частными; каждая гимназия делится на Untergynmasium (первые четыре класса) и Obergymnasium (старшие четыре класса). Обязательными предметами считаются: закон Божий, языки латинский, греческий и отечественный, география и история, математика, физика, естественная история и философская пропедевтика. Необязательные предметы — новые языки, каллиграфия, рисование, пение, стенография и гимнастика.
Недельное распределение уроков по плану 1884 года:
| Предметы                 | Классы | Классы | Классы       | Классы | Классы | Классы | Классы | Классы | Всего |
| ------------------------ | ------ | ------ | ------------ | ------ | ------ | ------ | ------ | ------ | ----- |
|                          | I      | II     | III          | IV     | V      | VI     | VII    | VIII   |       |
| Закон Божий              | 2      | 2      | 2            | 2      | 2      | 2      | 2      | 2      | 16    |
| Латинский язык           | 8      | 8      | 6            | 6      | 6      | 6      | 5      | 5      | 50    |
| Греческий язык           | —      | —      | 5            | 4      | 5      | 5      | 4      | 5      | 28    |
| Отечественный язык       | 4      | 4      | 3            | 3      | 3      | 3      | 3      | 3      | 26    |
| География и история      | 3      | 4      | 8            | 4      | 3      | 4      | 3      | 3      | 27    |
| Математика               | 3      | 3      | 3 (1-е пол.) | 3      | 4      | 3      | 3      | 2      | 24    |
| Естественная история     | 2      | 2      | 2 (2-е пол.) | —      | 2      | 2      | —      | —      | 10    |
| Физика                   | —      | —      | 2            | 3      | —      | —      | 3      | 3      | 11    |
| Философская пропедевтика | —      | —      | —            | —      | —      | —      | 2      | 2      | 4     |
| Итого                    | 22     | 23     | 24           | 25     | 25     | 25     | 25     | 25     | 194   |

В славянских провинциях Австрии до 1860 года строго держались общих учебных планов, совершенно исключавших туземные языки. С того времени славянские языки заняли в некоторых гимназиях не только равное место с немецким, но даже первенствующее и стали языком преподавания. То же самое следует сказать и об итальянском языке, там где на нём говорит большинство населения. Учебное время в австрийских гимназиях с 16 сентября по 16 июля. Число праздников, кроме воскресных дней, колеблется между 24 и 27 днями. Ученики поступают в I класс не моложе 9 лет. Число их в каждом классе не должно превышать 50. В полной гимназии директор, получающий 1400 гульденов, 11 учителей (профессоров, ординарных и действительных), с 1000 гульденами годового содержания, а в Вене — 1200 (число уроков для каждого учителя от 20 до 24), и 5—6 помощников учителей, с 500 гульденами жалованья. В 1885 году в Австрии было 139 гимназий, с 2781 учащими и 43775 учениками. Были ещё реальные гимназии (см. реальные училища). См. также Holder, «Oesterreichische Volksund Mittelschulen in der Periode 1867—77» (В., 1878).

### Гимназии в Венгрии, Сербии, Болгарии
Гимназии в Венгрии возникли в нынешнем столетии и несколько отличаются от австрийских. По уставу 1879 года различаются гимназии правительственные, общинные, частные и принадлежащие католическому духовенству. Рядом с венгерским языком (30 уроков) изучается немецкий (19 уроков). Число уроков древних языков меньше на 11 и закона Божия на 5. Разница ещё в том, что рисование и гимнастика здесь обязательные предметы. В 1881 году было 151 гимназий, с 2356 учащими и 35803 учениками. Учебный год с 1 сентября по 1 июня. Ср. Schwicker, «Die Ungarische Gymnasien» (1881).
В Сербии в начале XX века существвовали 2 полные и 9 неполных гимназий, в Болгарии — 2 гимназии. Устройство их было сходно с австрийским.

### Гимназии в Пруссии
Первые гимназии стали открываться при Фридрихе I (1713); но в XVIII столетии их было очень мало, и они почти ничем не отличались от других среднеучебных заведений. В 1788 году состоялось королевское распоряжение об устройстве экзаменов зрелости; в университеты стали допускаться только выдержавшие этот экзамен в особой комиссии, благодаря чему увеличилось число гимназий и учеников в них. Последующие распоряжения 1820 и 1834 годов закрыли доступ не выдержавшим экзамена зрелости и на государственную службу. После передачи гимназий в ведение светской власти они были подчинены, с 1787 года, высшему училищному совету (Oberschulcollegium), а с 1808 года — особому департаменту народного просвещения в министерстве внутренних дел. В 1825 году образовались провинциальные школьные коллегии, в состав которых входили обыкновенно филологи, вместо прежних членов духовных консисторий. Устав 1816 года, разделивший гимназии на 6 классов, в которых три последних были двухгодичными, определял основой гимназического образования древние языки и математику и давал больший, против прежнего, простор для других предметов, составляющих основу реальных школ. Обязательными предметами были признаны: закон Божий — 18 уроков; языки: латинский — 68 уроков, греческий — 43 уроков (начиная с IV кл.) и немецкий — 40; математика — 54; естественная история — 18 уроков; ист. и география — 27 уроков; рисов. — 6 уроков (в первых трёх классах) и чистописание — 3 (в одном младшем). Необязательными были еврейский язык, пение и гимнастика. В 1837 году были изданы новые учебные планы, которые, за счёт уроков математики, немецкого языка и естественной истории, увеличили число уроков по латинскому языку (до 86), ввели французский язык (в трёх старших классах, всего 6 уроков) и философскую пропедевтику (6 ур.). Планы 1856 года ещё более увеличили роль древних языков и остальные предметы ограничили только самым необходимым. Так, уроков по естественной ист. было оставлено только 8. В то же время было уменьшено число недельных уроков по классам: в VI — 28 ур., а в остальных — по 30, тогда как раньше, кроме II и I кл., их было по 32. Нынешние учебные планы утверждены в 1882 году. Хотя они сохраняют преобладание за древними языками, но сделаны уступки в пользу естественных наук, математики и французского языка. Экзамены трёх родов: семестриальные, переходные и выпускные. Раздачи наград и конкурса нет. Учителя — Professoren и Oberlehrer (в высших классах) и ordentliche Lehrer. Число уроков у директора от 12 до 16, у Oberl. — 20—22, у ord. L. — 22—24. Жалованье учителя около 3000—4200 марок, директора — около 6000 марок.
В некоторых гимназиях существуют в высших классах отделения: 1) для словесности (Humanisten) и 2) для наук (Realisten), с общим преподаванием некоторых предметов.
Прогимназии:
- 1) четырёхклассные (VI, V, IV и III а)
- 2) шестиклассовые (VI, V, IV, III a, III b и II a) и
- 3) семиклассные, без одного только первого класса

Недельное распределение уроков по плану 1882 года:
| Предметы             | Классы | Классы | Классы | Классы | Классы | Классы | Классы | Классы | Классы | Всего |
| -------------------- | ------ | ------ | ------ | ------ | ------ | ------ | ------ | ------ | ------ | ----- |
|                      | VI     | V      | IV     | IIIa   | IIIb   | IIa    | IIb    | Ia     | Ib     |       |
| Закон Божий          | 3      | 2      | 2      | 2      | 2      | 2      | 2      | 2      | 2      | 19    |
| Немецкий язык        | 3      | 2      | 2      | 2      | 2      | 2      | 2      | 3      | 3      | 21    |
| Латинский язык       | 9      | 9      | 9      | 9      | 9      | 8      | 8      | 8      | 8      | 77    |
| Греческий язык       | —      | —      | —      | 7      | 7      | 7      | 7      | 6      | 6      | 28    |
| Французский язык     | —      | 4      | 5      | 2      | 2      | 2      | 2      | 2      | 2      | 21    |
| История и география  | 3      | 3      | 4      | 3      | 3      | 3      | 3      | 3      | 3      | 28    |
| Математика           | 4      | 4      | 4      | 3      | 3      | 4      | 4      | 4      | 4      | 34    |
| Естественная история | 2      | 2      | 2      | 2      | 2      | —      | —      | —      | —      | 10    |
| Физика               | —      | —      | —      | —      | —      | 2      | 2      | 2      | 2      | 8     |
| Чистописание         | 2      | 2      | 2      | —      | —      | —      | —      | —      | —      | 6     |
| Итого                | 28     | 30     | 30     | 30     | 30     | 30     | 30     | 30     | 30     | 268   |

В 1859 году рядом с гимназиями возникли реальные училища I разряда, с одним латинским языком; окончившим в них курс доступ в университет был закрыт до 1870 года, когда им разрешено было поступать на факультеты естественный и математический. В 1882 году эти училища названы реальными гимназиями (см. реальные училища). К 1 января 1892 года гимназий в Пруссии — 270, прогимназий — 45. Учащихся в гимназиях — 75529, в прогимназиях — 4922. В других германских государствах почти всюду господствует прусская система гимназий.
Несколько иной характер носят гимназии вюртембергские состоящие из 10 классов, причём I класс соответствует нашему приготовительному. В 1890 году для этих гимназий изданы новые планы, внесшие следующие особенности: 1) латинский язык начинается не с I кл., а со II, и имеет всего 82 урока, менее против прежней программы на 20 ур.; 2) греческий язык начинается с V кл., всего 40 ур. (вм. 42); 3) отечественный язык — 28 ур. (вм. 26); 4) французский — 18 (вм. 10); 5) математика — 39 (вм. 27); 6) естественная история — 16 (вм. 10). Всего Г. классических в остальных германских государствах, кроме Пруссии — 158, прогимназий класс. — 12.

### Гимназии в Италии
Гимназии (ginnasi) в Италии по последнему уставу 1876 года похожи на русские прогимназии и готовят к поступлению в лицеи, откуда переходят уже в университет. Гимназии состоят из 5 классов, а лицеи из 3. Предметы обучения в гимназии — языки: итальянский, латинский и греческий, математика, история, география и краткие сведения из греческих и римских древностей. Все эти предметы продолжаются и в лицеях, где прибавляются физика и химия, естественная история и философия.
Недельное распределение уроков:
Учебный год продолжается от 15 октября до 15 августа. Учителя называются. titolari и reggenti (с жалованьем в 2000—1600 фр.); во главе гимназии и лицея — директор, с жалованьем от 2000 до 2600 фр. По статистике 1889 года, гимназий было 735, лицеев — 326, учащихся в них — 58000.

## Гимназии в России

### Гимназии в XVIII веке
2 мая 1701 года — лютеранский пастор Эрнст Глюк основал первую в России гимназию (в Москве). Физическая подготовка введена Петром I как учебный предмет в виде: фехтование, верховая езда, гребля, парусное дело, стрельба из пистолета, танцы и игры.
Старейшей русской гимназией была Академическая, основанная в 1726 году. Первый её инспектор Готлиб Байер разделил её на два отдела: немецкую школу, или приготовительную, подразделенную на три класса, и латинскую, состоявшую из двух классов. Он же написал и положение о ней («Gegenwärtige Einrichtung des Gymnasiums», 1731). В 1733 году для неё был составлен Фишером устав, поднимавший её до значения гуманистической германской школы и вводивший в её курс, кроме латинского языка, греческий язык, чтение римских поэтов, правила ораторского искусства и логику. Так как число учащихся в ней постоянно уменьшалось, то были допущены в гимназию дети среднего сословия и даже солдатские, которые потом составляли главный контингент учащихся в гимназии. Для увеличения числа учеников были учреждены в 1735 году стипендии; несмотря на это, в 1737 году было только 18 учеников. Штат 1747 года определяет более подробно число учителей и их обязанности, обязывает всех учителей преподавать на русском языке, что, впрочем, оказалось невозможным, и освобождает учащихся от платы. Трудно было отыскать порядочных учителей; прибегали к помощи недоучившихся студентов или случайно заехавших иностранцев, благодаря которым вводились и новые предметы, как, например, итальянский язык, преподававшийся до конца столетия, и фортификация (1751—55). Граф Разумовский поручил управление Гимназией М. В. Ломоносову (1758), который завёл в ней пансион на 40 казённокоштных воспитанников и устроил низшие русские классы. Затем, чтобы иметь воспитанников в гимназии, устроили при ней отделение для малолетних (1765), вверив его особой надзирательнице. При инспекторе Бакмейстере (1768—1777) заведено было в старшем классе университетское преподавание, на латинском или немецком языке, основ математики и естественных наук. При княгине Дашковой был куплен для гимназии особый дом и улучшено содержание казённокоштных воспитанников. В 1805 году гимназия была закрыта. Причины неудовлетворительности состояния гимназии заключались в недостатке учителей, многочисленности гимназического начальства (ректор, инспектор, конректор, главный инспектор, а иногда два ректора и два инспектора) и отсутствии подробного устава.
Второй по времени русской гимназией была гимназия, основанная в 1755 году при Московском университете, под именем «Университетской» (или также «Академической»). Целью её было подготовлять к слушанию университетских лекций. По составу учащихся она делилась на два отделения: одно — для разночинцев, другое — для дворян. Курс обучения дворян включал «экзерциции воинские, ежели иметь будет учеников», фехтование и танцы, в остальном курс был одинаков в обоих отделениях. Каждое из них подразделялось на 4 школы, которые, в свою очередь, делились на классы.
В первой (российской) были следующие классы: 1) грамматика, 2) стихотворство и 3) красноречие;
во второй (латинской) — 1) грамматика и 2) синтаксис латинского языка;
в третьей (научной) — 1) арифметика, 2) геометрия и география и 3) философия, и в четвёртой — языки европейские и греческий (для желающих — восточные).
Во главе гимназии стоял инспектор (один из профессоров университета). Преподавателями её были, большей частью, студенты университета. По штату ежегодный расход гимназии определён в 6250 р., но на самом деле университет тратил на неё более 35 000. Учащиеся делились на казённокоштных, пансионеров (с платой в 150 р.), сверхкомплектных и приходящих. Число всех учащихся в начале XIX века доходило до 900. В 1812 году гимназия погорела и с тех пор не возобновлялась. Несмотря на недостаточность и неспособность многих учителей, отсутствие сносных учебников и точных программ, гимназия за своё полувековое существование немало подготовила будущих университетских деятелей и дала России образованных, по своему времени, людей.
В 1758 году, по образцу московской, была основана гимназия в Казани, которая существует и теперь под именем 1-й казанской гимназии.

Казанская Первая Императорская гимназия (ныне здание КГТУ)

Ввиду соседства Казани с инородцами, в казанской гимназии, в течение всего XVIII века, было обращено особенное внимание на преподавание восточных языков: татарского, калмыцкого. Число учеников колебалось между 60—150. Содержание гимназии обходилось средним числом около 3000 р. В 1765 году она была преобразована по плану фон Каница. До 1786 года находилась в ведении московского университета, а с этого года — местного Приказа общественного призрения. В 1788 году, с открытием в Казани главного народного училища, гимназия, за неимением средств, была закрыта, а в 1798 году возобновлена, по новому уставу, возлагавшему на неё цель «образования молодых людей для воинской службы, а не для учёного состояния». Сообразно этой цели установлены и учебные предметы: фехтование, танцы и музыка, катехизис, логика, практическая философия, история, география, математика, механика, гражданская архитектура, фортификация, артиллерия, тактика, физика, химия, гидравлика, натуральная философия, земледелие, законоведение, языки (русский, славянский, латинский, немецкий и татарский). В 1804 году гимназия была преобразована по общему для гимназий уставу и подчинена министерство народного просвещения. Кроме этих гимназий существовало ещё в XVIII столетии гимназическое отделение в Кадетском корпусе, для подготовления дворян к гражданской службе (см. кадетский корпус).

### Гимназии в XIX веке. I период (1803—1828)

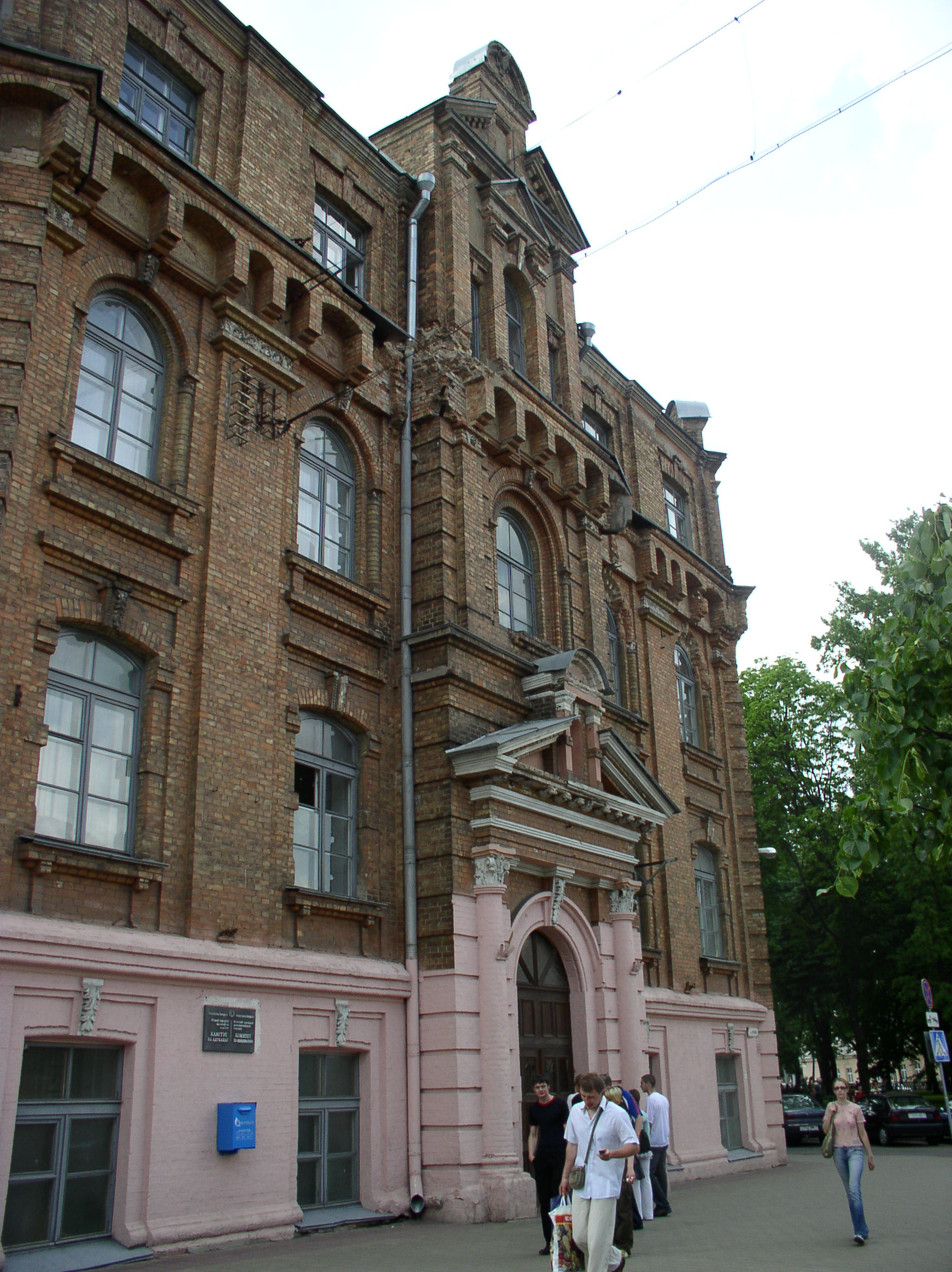
Здание минской женской гимназии

В начале XIX века было образовано министерство народного просвещения, возникли учебные округа и стали открываться гимназии по всей России.
24 января (5 февраля) 1803 года Александр I утвердил «предварительные правила народного просвещения», по которым гимназии или губернские училища, образованные из главных народных училищ, открывались в каждом губернском городе и вверялись управлению губернского директора училищ. 5 ноября 1804 года вышел «Устав учебных заведений», подведомственных университетам и попечителям округов. Он объявил гимназии всесословными учебными заведениями, подразделёнными на 4 годичных курса. Цель их учреждения в «Уставе» определялась так:
1. Приготовить к слушанию университетских наук.
2. Преподать сведения, необходимые для благовоспитанного человека.
3. Приготовить желающих к учительскому званию в уездных, приходских и других низших училищах.

Согласно этим целям, план обучения в гимназии включал в себя начальные основания всех наук. В гимназиях физическое воспитание стало необязательным предметом. План этот, составленный Фуссом по образцу французских лицеев, был следующий:
- А. Математика — один старший учитель, 18 ур. (I кл. — алгебра, геометрия и плоская тригонометрия; II кл. — окончание чистой математики и начало прикладной, и III кл. — прикладная матем. и опытная физика).
- Б. История, география и статистика — один старший учитель, 18 ур. (I кл. — древняя история и география, мифология и древности; II кл. — история и география новые и в частности история и география отечественные; III кл. — общая статистика и IV кл. — статистика Российской империи).
- В. Философия, изящные науки и политическая экономия — один старший учитель, 20 ур. (I кл. — логика и всеобщая грамматика, II кл. — психология и нравоучение; III кл. — эстетика и риторика, и IV кл. — право естественное, право народное и политическая экономия).
- Г. Естественная история, технология и коммерческие науки — один старший учитель, 16 ур. (III кл. — естественная история, приноровленная к сельскому и лесному хозяйству, и IV кл. — естественная история в более широких размерах, технология и наука о торговле).
- Д. Латинский язык — 16 ур. (I кл. — грамматика, II кл. — чтение более легких прозаических писателей и III кл. — поэтов; во II кл. 1 час посвящался на переводы с русского яз. на латинский, а в III кл. — на обучение «в составлении лат. стихов»).
- Е. Языки: немецкий и французский — по 16 ур. во всех 4-х кл. (I кл. — грамматика, II кл. — переводы с языков, III кл. — объяснение прозаических писателей и переводы на отечественный яз. и IV кл. — чтение поэтов и стихотворство).
- Ж. Рисование — 4 ур. Обязательных уроков в каждом классе было 32.
- Г. могли также, если позволяли средства, «иметь учителей танцования, музыки и гимнастики», и «с позволения высшего начальства умножить число учебных предметов и учителей».

По сравнению с курсом главных народных училищ, было усилено преподавание чистой и прикладной математики, физики и естественных наук, введены вновь статистика, философия, изящные и политические науки, но исключены гражданская архитектура, а также закон Божий и русский язык, которые преподавались в уездных училищах, откуда поступали в гимназии.
Учителя делились на старших и младших. Директор гимназии должен быть «сведущ в науках, деятелен и благонамерен». Его роль — наблюдательная, как за учениками, так и за учителями.
В Виленском учебном округе гимназии, по уставу 18 мая 1803 года, состояли из 6 классов и имели 6 (вместо 4-х) старших учителей: 1) физических знаний, 2) математики, 3) нравственных наук, 4) словесности и латинского языка, 5 и 6) для первых двух классов по одному учителю лат. и польской грамматики, основ арифметики, географии и нравоучения; кроме них — 4 младших учителя: рисования, российского, французского и немецкого языков, в следующем году прибавлен 7-й старший учитель.
Жалованье директора — от 1000 до 1000 рублей; учителя наук — 550—750, учителя языков — 400 и учителя рисования — 300 руб. Расход гимназии (5650—6650 руб.) пополнялся из средств приказов общественного призрения и взносов из казны.
После организации гимназий и их основания существенным был вопрос об «учебных пособиях». Для составления списка учебных пособий в 1803 году при главном правлении училищ был учреждён Комитет, самыми деятельными членами которого были Фусс, Румовский и Озерецковский. В марте 1805 года были одобрены и опубликованы в газетах программы гимназий, с поименованием книг, удобных для перевода на русский язык (15 книг предполагалось перевести с немецкого), и также таких, которые следовало вновь составить, в этой же публикации вызывались желающие заняться такой работой. Руководства по политическим наукам, русской статистике и зоологии были обещаны русскими учёными. Но как переводы, так и оригинальные труды поступали медленно (по некоторым предметам их не было и в 1814 году). С 1805 года стали открываться при гимназиях пансионы для дворянских детей; сами гимназии были доступны для всех сословий.
В 1811 году Санкт-Петербургская губернская гимназия подверглась изменению по плану графа С. С. Уварова, который находил несовместными между собой и даже вредными для воспитанников многие предметы гимназического курса. Согласно этому плану делались изменения в программах и других гимназий. В 1819 году были внесены изменения в устав гимназий, которые состояли, по мысли Уварова, в исключении таких дисциплин как: технология, коммерческие науки, эстетика, мифология, психология, нравоучение, политическая экономия, естественное и народное право; в программу вводились закон Божий и греческий язык. Затем были усилено преподавание истории и географии и изучение языков — особенно древних, которые были поставлены в основу гимназического образования.
Гимназии времен Александра I далеко не удовлетворяли своей цели, вследствие многопредметности курса, недостатка в учебниках, плохого состава преподавателей, неудобства подчинения по хозяйственной части университетам и других причин.

### II период (1828—1849)

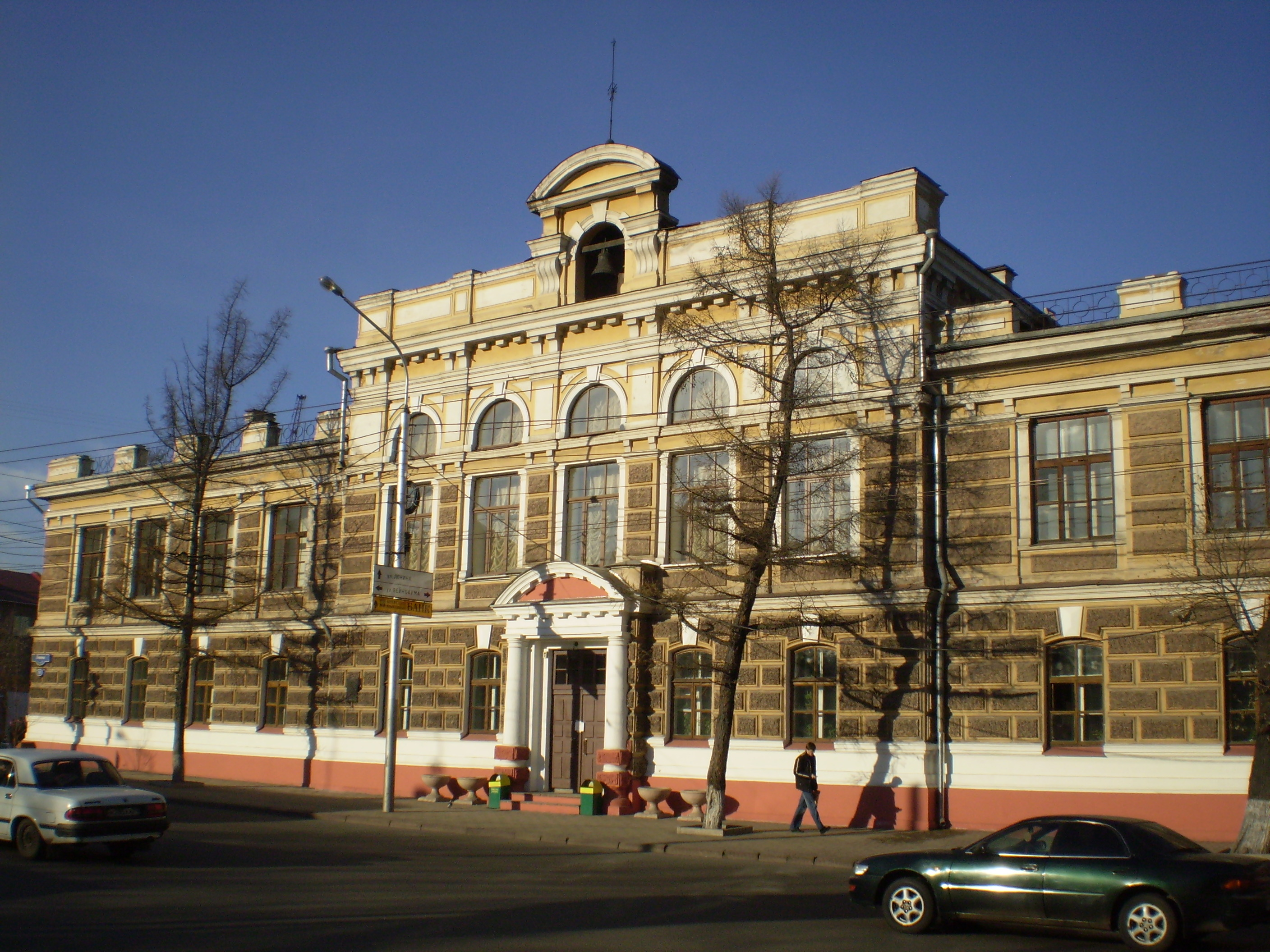
Здание Красноярской губернской мужской гимназии

Организованный в 1826 году «Комитет устройства учебных заведений» выработал новый устав для гимназий, утверждённый 8 декабря 1828 года. Удерживая для гимназий двоякую цель:
1. Приготовить к слушанию университетских лекций.
2. «Доставить способы приличного воспитания».

Он вводил изменения в самой системе гимназий, в управлении их, в распределении уроков. Гимназия состояла из семи классов; из них первые три имели во всех гимназиях одни и те же предметы и одинаковое распределение их, а начиная с 4-го класса гимназии разделялись на классические гимназии (изучали один или несколько древних языков) и реальные гимназии (без изучения древних языков). Во главе гимназии стоял по-прежнему директор; но теперь в помощь к нему назначается инспектор, избираемый из старших учителей, для наблюдения за порядком в классах и ведения хозяйства в пансионах. Учреждается также звание почётного попечителя, для общего с директором надзора за гимназией и пансионом. Кроме того, были образованы педагогические советы, в которых обсуждалось состояние гимназий и меры к их улучшению. В изменение курса легли следующие начала: устранение лишних предметов, «применение учения к потребностям учащихся», основательность знаний и национальность. Главными предметами признаны древние языки и математика: первые — «как надежнейшее основание учёности и как лучший способ к возвышению и укреплению душевных сил юношей; последняя — как служащая в особенности к изощрению ясности в мыслях, их образованию, проницательности и силе размышления». Увеличивалось число уроков по закону Божию и отечественному языку. Из остальных предметов оставались: география и статистика, история, физика, новые языки, чистописание и рисование.
Недельное распределение уроков по плану 1828 года (показаны часы, урок продолжался 1,5 часа):
| Учебные предметы                | I | II | III | Классическая гимназия с двумя древними языками | Классическая гимназия с двумя древними языками | Классическая гимназия с двумя древними языками | Классическая гимназия с двумя древними языками | Всего | Классическая гимназия с одним древним языком | Классическая гимназия с одним древним языком | Классическая гимназия с одним древним языком | Классическая гимназия с одним древним языком | Всего |
| Учебные предметы                | I | II | III | IV                                             | V                                              | VI                                             | VII                                            | Всего | IV                                           | V                                            | VI                                           | VII                                          | Всего |
| ------------------------------- | - | -- | --- | ---------------------------------------------- | ---------------------------------------------- | ---------------------------------------------- | ---------------------------------------------- | ----- | -------------------------------------------- | -------------------------------------------- | -------------------------------------------- | -------------------------------------------- | ----- |
| Закон Божий                     | 3 | 3  | 3   | 3                                              | 1,5                                            | 1,5                                            | 1,5                                            | 16,5  | 3                                            | 1,5                                          | 1,5                                          | 1,5                                          | 16,5  |
| Российская словесность и логика | 6 | 6  | 6   | 4,5                                            | 4,5                                            | 4,5                                            | 3                                              | 34,5  | 4,5                                          | 4,5                                          | 4,5                                          | 3                                            | 16,5  |
| Латинский язык                  | 6 | 6  | 6   | 6                                              | 6                                              | 4,5                                            | 4,5                                            | 39    | 6                                            | 6                                            | 4,5                                          | 4,5                                          | 39    |
| Греческий язык                  | — | —  | —   | 7,5                                            | 7,5                                            | 7,5                                            | 7,5                                            | 30    | —                                            | —                                            | —                                            | —                                            | —     |
| Немецкий язык                   | 3 | 3  | 3   | 4,5                                            | 4,5                                            | 4,5                                            | 4,5                                            | 27    | то же                                        | то же                                        | то же                                        | то же                                        | 27    |
| Французский язык                | — | —  | —   | 4,5                                            | 4,5                                            | 4,5                                            | 4,5                                            | 18    | то же                                        | то же                                        | то же                                        | то же                                        | 18    |
| Математика                      | 6 | 6  | 6   | 1,5                                            | 1,5                                            | 1,5                                            | —                                              | 22,5  | 4,5                                          | 4,5                                          | 4,5                                          | 3                                            | 34,5  |
| География и статистика          | 3 | 3  | 3   | 1,5                                            | 1,5                                            | —                                              | 3                                              | 15    | 1,5                                          | 1,5                                          | —                                            | 3                                            | 15    |
| История                         | — | —  | 3   | 3                                              | 4,5                                            | 4,5                                            | 4,5                                            | 19,5  | 3                                            | 4,5                                          | 4,5                                          | 4,5                                          | 19,5  |
| Физика                          | — | —  | —   | —                                              | —                                              | 3                                              | 3                                              | 6     | —                                            | —                                            | 3                                            | 3                                            | 6     |
| Чистописание                    | 6 | 6  | 3   | —                                              | —                                              | —                                              | —                                              | 15    | —                                            | —                                            | —                                            | —                                            | 15    |
| Рисование                       | 3 | 3  | 3   | 1,5                                            | 1,5                                            | 1,5                                            | 1,5                                            | 15    | 1,5                                          | 1,5                                          | 1,5                                          | 1,5                                          | 15    |

Другие, более крупные, изменения в Уставе 1828 года: введение «телесных наказаний» (замененных потом розгами, «как пристойнее»), увеличение платы за учение (3—20 р., а потом 7—40 р. в разных гимназиях), увеличение в 2,5 раза окладов содержания, расширение прав и преимуществ учеников, которые могли определяться на места канцелярских служителей высшего разряда и ранее других получать первый классный чин, а окончившие гимназии с греческим яз. — утверждаться в нём сейчас же по вступлении в должность и др. — В общем расходы на содержание гимназий увеличились более чем в 5 раз против определённых уставом 1804 года: в 1828 году — 1’276’870 рублей, а в 1804 году — 259’450 рублей (разница объясняется, главным образом, большим количеством гимназий в 1828, чем в 1804 году).
Устав 1828 года окончательно вошёл в силу во всех гимназиях только в 1837 году, но некоторые изменения и дополнения к нему делались и раньше и особенно умножились в министерство графа С. С. Уварова (с 1833 года). Важнейшей мерой, введенной при нём, была система испытаний и аттестатов (1837 года). На основании окончательно утверждённых в 1846 году правил этих испытаний степень успехов обозначалась цифрами (по пятибалльной системе). Теми же цифрами означались прилежание, способности и поведение учеников в ежемесячных ведомостях учителей и комнатных надзирателей. При переводе из класса в класс поведение не принималось в расчёт. Получившие в среднем выводе за успехи 5 или не менее 4 награждались книгами или похвальными листами. Переводный балл, кроме греческого языка — 3. Много и часто подвергались изменению учебные планы предметов: в 1844 году исключена была статистика, а через три года и логика, как «недоступная», по словам министра, «ни возрасту, ни степени развития гимназистов»; в 1845 году отменено преподавание начертательной и аналитической геометрии и вообще изменён весь план преподавания математики. В 1843 году ослаблено преподавание латинского языка: допускалось оканчивать гимназию и без него, если кто не хочет получить аттестата об окончании полного курса Гимназии. С 1835 года были введены в некоторых гимназиях восточные языки, а с 1845 года — законоведение. По уставу учебных округов (1835 года) главными хозяевами гимназий сделались, вместо членов училищного комитета из профессоров университета, попечители с их помощниками и инспекторами, специально назначенными для наблюдения за учебными заведениями.

### III период (1849—1871)

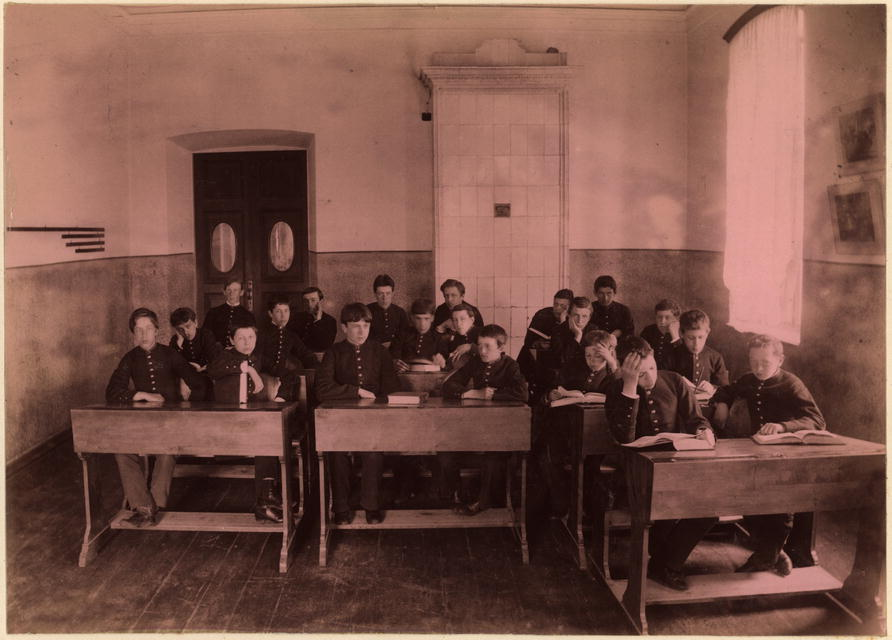
Классная комната в гимназии. Тюмень. 1889 год

ознаменован упадком классицизма в гимназиях (почти из всех гимназий был изгнан греческий язык) и колебанием между системами классической и реальной. Сам же граф Уваров, создатель нашей гуманистической гимназии, под конец своего управления министерством вынужден был допустить её упадок. Причина этого крутого поворота заключалась в революционных событиях 1848 г. Предполагалось, что изучение писателей республиканской древности могло дурно повлиять на благонадежность учеников (та же самая мысль лежала в основании реформы французских среднеучебных заведений, предпринятой почти в то же самое время правительством Наполеона III).
В 1849 году был издан указ об изменениях и дополнениях к уставу гимназий 1828 г. Гимназический курс делился на общее (первые три класса) и специальное (начинается с четвёртого класса) обучение.
В первых трёх классах (общих для всех) постановлено обучать:
- закону Божию (по 2 урока в каждом классе)
- русскому и славянскому языку (по 4 урока)
- математике (по 4 урока)
- географии (в I и II классах по 3 урока и III — 5 уроков)
- немецкому языку (по 3 урока)
- французскому (по 3 урока)
- чистописанию (в I и II классах по 4 и III — 2) и
- черчению и рисованию (по 1 уроку)

В специальных классах общие предметы для всех гимназий:
- закон Божий (IV — 2 урока, в остальных — по 1 уроку)
- русский и славянский языки (по 8 уроков)
- математика (по 3 урока)
- физика и математическая география (по 2 урока, начиная с V кл.)
- история всеобщая и русская (IV кл. — 4 урока, в остальных кл. по 3 урока)
- немецкий и французский языки (по 3 урока) и
- черчение и рисование для желающих

Кроме этих общих предметов, для готовившихся на службу преподавались ещё:
- русский и славянский языки (2 урока в IV классе)
- математика (2 урока в IV классе)
- русское законоведение (по 4 урока, начиная с V класса),

а для готовившихся в университет:
- латинский язык (по 4 урока в каждом классе) и
- греческий язык для желающих (по 2 урока в каждом классе).

Законоведение преподавалось по программе, составленной профессором Неволиным, так:
- V класс

1. основные законы
2. учреждения, вместе с уставами о службе гражданской
3. законы о состояниях

- VI класс — законы гражданские, с включением судопроизводства гражданского.
- VII класс — законы уголовные и полицейские, с уголовным судопроизводством.

Читая смету по министерству народного просвещения на 1852 год, Николай I нашёл расход на жалованье преподавателям греческого языка лишним и потребовал от мин. нар. просв. Норова мнения об изъятии греческого языка из программы гимназия, за исключением 2 или 3 южных гимназий. Так как министр держался противоположных воззрений, то изданные в 1854 году новые учебные планы были несколько мягче к греческому языку: он оставался в 9 гимназиях.
На основании этих планов гимназии разделялись на такие, где преподавалась что-либо одно:
1. Естественная история и законоведение.
2. Одно законоведение.
3. Латинский (в большем объёме) и греческий языки.

Классическими гимназиями могли назваться только гимназии третьей категории; почти в каждой из них обучение шло по особой программе, хотя и для них был общий план. Латинский язык, по этому плану, начинался со II класса, греческий — с IV. По латинскому языку в 4 старших классах читались творения святых отцов: Климента Римского («Апостольские постановления»), Киприана, Августина, Тертуллиана и Лактанция. При составлении программы греческого языка имелось в виду «основательное изучение творений эллинских писателей и в особенности святых отцов Восточной церкви»: Юстиниана философа, Иринея, Игнатия Богоносца, Евсевия, Василия Великого, Григория Богослова и Иоанна Златоуста. В таком виде гимназии, со своей суровой дисциплиной, с чисто механическим способом преподавания, страдая в то же время от неустановленности учебных предметов, отменявшихся и вновь вводимых, просуществовали до 1864 года. По уставу этого года среднеучебными заведениями являются гимназии классические и реальные и прогимназии. Гимназии состоят из 7 классов, а прогимназии из 4 (низших гимназических). Урок — 1¼ часа, а с 27 сентября 1865 года — 1 час.
Недельное распределение уроков по плану 1864 года:
| Предмет                                   | I    | II    | III   | IV    | V     | VI    | VII   |
| ----------------------------------------- | ---- | ----- | ----- | ----- | ----- | ----- | ----- |
| Закон Божий                               | 2,5  | 2,5   | 2,5   | 2,5   | 2,5   | 2,5   | 2,5   |
| Русский яз. с церковнослав. и словесность | 5    | 5     | 3,75  | 5     | 3,75  | 3,75  | 3,75  |
| Латинский яз.                             | 5    | 6,25  | 6,25  | 6,25  | 6,25  | 6,25  | 6,25  |
| Греческий                                 | —    | —     | 3,75  | 3,75  | 7,5   | 7,5   | 7,5   |
| Французский или немецкий яз.              | 3,75 | 3,75  | 2,5   | 3,75  | 3,75  | 3,75  | 2,5   |
| Математика                                | 3,75 | 3,75  | 3,75  | 3,75  | 3,75  | 3,75  | 5     |
| История                                   | —    | —     | 2,5   | 3,75  | 3,75  | 3,75  | 3,75  |
| География                                 | 2,5  | 2,5   | 2,5   | 2,5   | —     | —     | —     |
| Естественная история                      | 2,5  | 2,5   | 2,5   | —     | —     | —     | —     |
| Чистописание, рисование и черчение        | 5    | 5     | 3,75  | 2,5   | —     | —     | —     |
| Итого                                     | 30   | 31,25 | 33,75 | 33,75 | 33,75 | 33,75 | 33,75 |

Особенности новых учебных планов: увеличение числа уроков по закону Божию, математике и древним языкам, введение в число необходимых предметов гимнастики и пения, отмена преподавания законоведения и полная свобода преподавателей и педагогического совета в составлении программ и в выборе учебников.
В. Г. Белинский и А. И. Герцен критиковали педагогику и считали, что в содержание воспитания в равной степени должны входить умственное, нравственное, эстетическое и физическое развитие.
Уставом 1864 года допускался ещё третий род гимназий, в которых отсутствовал греческий язык, а латинский преподавался в количестве 39 уроков (на 5 более, нежели в гимназиях с двумя другими языками). Окончившие курс в гимназии могли поступать в университет, а свидетельства об окончании реальных гимназий «принимались в соображение» при поступлении в высшие специальные училища.
В 1858 году появилась первая женская гимназия в Российской империи — Санкт-Петербургская Мариинская женская гимназия.

### IV период (1871—1893)
Граф Д. А. Толстой, с первого же года назначения министром народного просвещения (1866), составил комиссию для выработки нового устава гимназий, который был утверждён 30 июля 1871 года. Он признаёт только классические гимназии с двумя древними языками и прогимназии; реальные гимназии переименованы в реальные училища. Целью гимназии признано общее образование и подготовление к университету. Гимназии состоят из 7 классов, но седьмой — с двумя годичными отделениями (с 1875 года гимназии восьмиклассные). Прогимназии могут быть и шестиклассные. При каждой гимназии — приготовительный класс. Особенности нового учебного плана:
1. Признание главного значения за древними языками: число уроков по латинскому языку доведено до 49, а по греческому — до 37.
2. Прекращение преподавания естественной истории, сначала в низших классах, а потом и вовсе.
3. Замена космографии — математической географией.
4. Введение логики.
5. Уменьшение числа уроков чистописания, рисования и черчения.
6. Уменьшение числа уроков по истории (с 14 на 12) и по закону Божию (с 14 на 12).
7. Введение географии в VII и VIII классах (повторение).

Затем новостью в уставе было:
1. Предоставление преподавателям права давать уроки по нескольким различным предметам (преим. в младших классах);
2. Соединение для преподавателя обязанностей учебной и воспитательной;
3. Вменение в обязанность директору и инспектору давать уроки (не более 12);
4. Введение системы классных наставников, по одному на каждый класс (немецкие ординариусы), которые должны наблюдать за успехами, развитием и нравственностью учеников и быть как бы ближайшими посредниками между школой и семьёй, и
5. Точное установление платы за учение (от 15 до 60 р.), от которой разрешалось освобождать до 10 % успешно учащихся.

Из распоряжений последующих годов, дополняющих устав 1871 г., укажем «правила для учеников» и «правила о взысканиях» 1873 и 1874 гг.; правила 1872 г. об испытаниях при поступлении, переходе и окончании курса; предоставление гимназистам, не ниже 6 класса, при поступлении в военную службу прав вольноопределяющегося 2-го разряда (1874), а потом 1-го (1886); затруднение доступа в гимназии детям низшего сословия (так называемый «закон о кухаркиных детях»(1887); возвышение (то есть повышение) платы до 40-70 р., и прекращение казённой субсидии для приготовительного класса (существующие на взносимые за ученье, деньги с 1887 г.). С 1872 по 1893 г. учебные планы дважды подверглись изменениям. Первое состоялось в 1877 г., когда главные перемены коснулись преподавания истории (отдельное препод. систематического курса всеобщей и русской истории и расширение курса средней истории введением фактов из славянской и византийской истории), русского языка (самостоятельное преподавание литературы и теории словесности, а не при изучении образцовых произведений, как было раньше) и логики (в VII кл.). Во второй раз, в 1890 году, главные перемены коснулись: древних языков (уменьшение числа уроков на 11 час., сокращение грамматического материала, уменьшение в старших классах значения переводов с русского языка на древние, сосредоточение внимания на чтении авторов, с объяснением их содержания); географии (отмена повторения её в VII и VIII кл.); гимнастики (обязательный предмет для всех классов) и русского языка (увеличение числа уроков в низших классах).

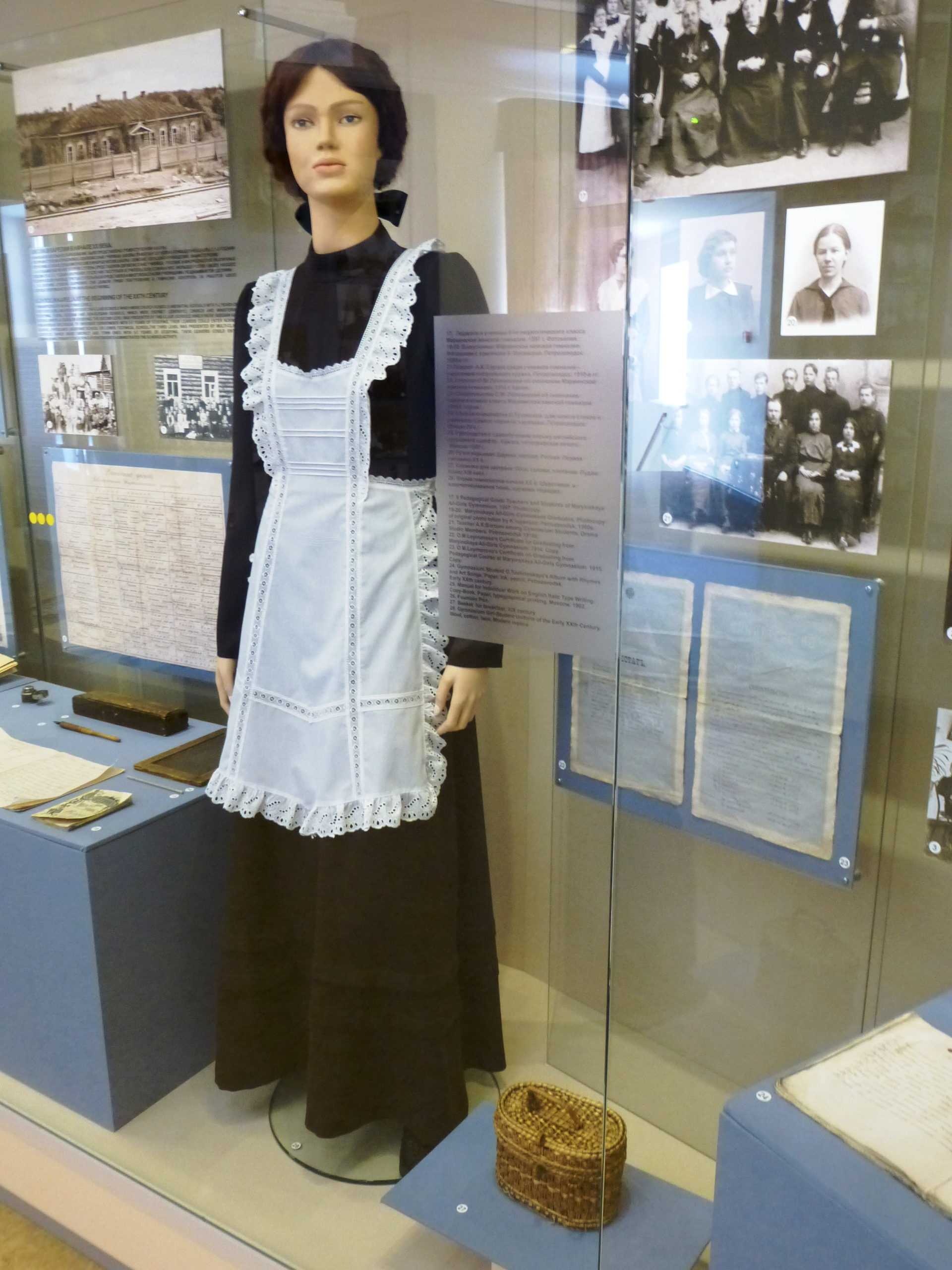
Реконструкция униформы гимназистки конца 1890-х гг.

За дискуссиями вокруг классических языков обычно несколько в тени остается математика, которой, однако, в рамках идеологии классицизма также отводилась роль одного из опорных предметов гимназического образования. Описывая содержание реформы 1871 г. А. А. Корнилов особо отмечает, что был «сильно увеличен» гимназический курс математики одновременно с введением «значительного курса математики» в реальных училищах. Сложившиеся тогда представления об объёме и содержании общих школьных курсов математики были зафиксированы на многие десятилетия в легендарных учебниках Н. А. Шапошникова и А. П. Киселёва. Таким образом, в рамках реформы 1871 года окончательно оформилась традиция массового математического образования весьма высокого уровня, охватившая все среднее образование и пережившая революционные катаклизмы начала XX века.
Эта реформа среднего образования, проведенная министром просвещения Д. А. Толстым, встретила резко отрицательное отношение общества, поскольку учебные планы были заимствованы в немецких газетах и, естественно русский язык, словесность, история, а частично и Закон Божий оказались неоправданно отодвинутыми на второй план. Для преподавания древних языков были приглашены иностранцы, в основном немцы и чехи, которые не говорили по-русски. Вся система отношений гимназии и семьи сводилась к противопоставлению семьи и школы. Реформа проводилась очень жестко, что естественно возбудил в обществе всеобщую ненависть к школе.
Недостатки среднего образования были сформулированы в циркуляре министра народного просвещения Н. П. Боголепова от 8 июля 1899 года, где говорилось об отчужденности семьи от школы, невнимании личным способностям учащихся, чрезмерной умственной работе учеников, несогласованности программ, плохом преподавании русского языка, русской истории и литературы, неправильном преподавании древних языков, плохой подготовке выпускников и неспособности их к учебе в университетах и высших училищах. Этим циркуляром министр создал комиссию для подготовки реформы средней школы.

### Состояние гимназий в начале XX века
Учитывая все эти недостатки и развитие промышленности в Российской империи, действующая система обучения была пересмотрена в 1901 году.
С 1902 года преподавание латыни в первых двух классах было отменено, а греческого — в третьем и четвёртом, он стал языком необязательным. В гимназию был открыт доступ всем сословиям.
Учебный год продолжался с 17 августа по 1 июня, около 240 дней. Приём учеников в первый класс в мае, а во все прочие — в августе. Обязательное число учебных часов для обучающихся обоим новым языкам (немецкому и французскому) — 225 (в 1828 — 240, 1849 — 210, 1852 — 203¾, 1865 — 230). При некоторых гимназиях и прогимназиях существовали пансионы для детей (в основном, иногородних родителей).
Учебники допускались только одобренные Учёным комитетом. Менять учебники можно было только по истечении двух лет и по заявлении педагогическому совету до наступления летних каникул (1884). Экзамены — устные и письменные. Выдержавшие с успехом экзамены награждались похвальными листами и книгами. Окончившие курс в гимназии получали аттестаты зрелости, открывающие доступ во все высшие учебные заведения и дающие права поступления на государственную службу, предпочтительно перед не закончившими в гимназии, с производством в первый классный чин по выслуге определённых сроков. Лучшие ученики, кроме того, награждаются медалью (золотой или серебряной), и производятся в чин сейчас же по вступлении на службу. Окончившие курс в прогимназии получают свидетельства.
После 1905 года было разрешено педагогическим советам отступать от действующих правил учеников, комплектовать библиотеки книгами, отступая от списка Учёного комитета. Отменили экзамен по греческому языку. Разрешались повторные экзамены с выдачей нового аттестата.
15 марта 1907 года Министерством был издан указ о переводных экзаменах из класса в класс.
Во главе гимназии стояли директор и инспектор, назначаемые попечителем учебного округа. Директор получал 2000 руб., инспектор — 1500 руб.; для того и другого — казённая квартира и особая плата за уроки. Учителя получали по 60 руб. за годовой урок, а через пять лет служения при одной гимназии — 75 (за 12 уроков, а за остальные по 60). Классные наставники получают ещё 160 руб. в год, а учителя древних языков в гимназии за поправку письменных работ по 100 руб., а в прогимназиях — по 60 руб.
Все учителя, надзиратели и инспектор, под председательством директора, собирались, по крайней мере, раз в месяц, для обсуждения вопросов по учебной и воспитательной части (педагогический совет). Обсуждение хозяйственных вопросов происходило в особом хозяйственном комитете, состоявшем из инспектора и трёх учителей, избираемых на три года, тоже под председательством директора.
Одной из важнейших форм поощрения педагогического состава стал особый порядок чинопроизводства. На основании § 125 «Устава гимназий и прогимназий», принятого в 1871 году, после четырёх лет службы преподаватель гимназии ведомства народного просвещения утверждался в классе, «присвоенном должности», со старшинством со дня поступления на службу. Должность штатного преподавателя казённой гимназии соответствовала чину коллежского асессора (VIII класс Табели о рангах). Одновременно те же самые четыре года службы давали необходимую выслугу для производства в следующий чин надворного советника; при этом допускалось дальнейшее — в соответствии с выслугой — производство преподавателя в чины, суммарно на три класса, с оставлением в прежней должности. Поэтому действительный студент университета, получивший при выпуске право на чин XII класса (губернский секретарь) и поступивший учителем в гимназию, будучи ещё бесчиновным, сразу же, по должности, начинал именоваться «чиновником 8-го класса». А главное — уже через 12 лет, к 34—35 годам, имел шанс быть произведённым в статские советники (V класс; «Ваше высокородие»), на 10 лет опередив в чинах своих однокурсников, выслуга которых исчислялась в общем порядке.
Выход на полную пенсию допускался после 25-летней выслуги; пенсия директорам составляла 900—700, инспекторам 850—650 и учителям 800—600 pуб., за исключением Санкт-Петербурга и Москвы (1000 руб., 850 руб. и 750 руб. соответственно).
Недельное распределение уроков по плану 1890 года:
| Предметы                                   | Классы           | Классы | Классы | Классы | Классы | Классы | Классы | Классы | Классы | Всего |
| Предметы                                   | Приготовительный | I      | II     | III    | IV     | V      | VI     | VII    | VIII   | Всего |
| ------------------------------------------ | ---------------- | ------ | ------ | ------ | ------ | ------ | ------ | ------ | ------ | ----- |
| Закон Божий                                | 4                | 2      | 2      | 2      | 2      | 2      | 2      | 2      | 2      | 16    |
| Русский язык с церковнославянским и логика | 6                | 5      | 4      | 4      | 3      | 3      | 3      | 3      | 4      | 29    |
| Латинский язык                             | —                | 6      | 6      | 5      | 5      | 5      | 5      | 5      | 5      | 42    |
| Греческий язык                             | —                | —      | —      | 4      | 5      | 6      | 6      | 6      | 6      | 33    |
| Математика                                 | 6                | 4      | 4      | 3      | 4      | 4      | 4      | 3      | 3      | 29    |
| Физика                                     | —                | —      | —      | —      | —      | —      | 2      | 3      | 2      | 7     |
| История                                    | —                | —      | —      | 2      | 2      | 3      | 2      | 2      | 2      | 13    |
| География                                  | —                | 2      | 2      | 2      | 2      | —      | —      | —      | —      | 8     |
| Французский язык                           | —                | —      | 3      | 2      | 3      | 3      | 2      | 3      | 3      | 19    |
| Немецкий язык                              | —                | —      | 3      | 3      | 3      | 3      | 3      | 2      | 2      | 19    |
| Чистописание, рисование и черчение         | 6                | 4      | 4      | 2      | —      | —      | —      | —      | —      | 10    |
| Итого для обучающихся обоим новым языкам   | 22               | 23     | 28     | 29     | 29     | 29     | 29     | 29     | 29     | 225   |
| Для обучающихся одному французскому        | 22               | 23     | 25     | 26     | 26     | 26     | 26     | 27     | 27     | 206   |
| Для обучающихся одному немецкому           | 22               | 23     | 25     | 27     | 26     | 26     | 27     | 26     | 26     | 206   |

I. Число гимназий, прогимназий и учеников по округам.
Число учеников по вероисповеданиям и сословиям (1887):
| Округа                 | Число учеников по вероисповеданиям | Число учеников по вероисповеданиям | Число учеников по вероисповеданиям  | Число учеников по вероисповеданиям | Число учеников по вероисповеданиям | Число учеников по сословиям | Число учеников по сословиям | Число учеников по сословиям | Число учеников по сословиям | Число учеников по сословиям | Число учеников по сословиям |
| Округа                 | Православ- ного                    | Римско-ка- толического             | Протестант- ского и рефор- матского | Иудей- ского                       | Прочих                             | Дворян- ство                | Духо- венство               | Городские сословия          | Сельские сословия           | Иностран- ные               | Прочие сословия             |
| ---------------------- | ---------------------------------- | ---------------------------------- | ----------------------------------- | ---------------------------------- | ---------------------------------- | --------------------------- | --------------------------- | --------------------------- | --------------------------- | --------------------------- | --------------------------- |
| 1. Санкт-Петербургский | 5201                               | 304                                | 452                                 | 290                                | 32                                 | 3860                        | 229                         | 1797                        | 319                         | 74                          | —                           |
| 2. Московский          | 7265                               | 270                                | 223                                 | 445                                | 57                                 | 4466                        | 432                         | 2876                        | 381                         | 105                         | —                           |
| 3. Казанский           | 2789                               | 73                                 | 150                                 | 82                                 | 65                                 | 1590                        | 147                         | 1096                        | 294                         | 32                          | —                           |
| 4. Харьковский         | 4970                               | 169                                | 123                                 | 337                                | 42                                 | 2757                        | 340                         | 1925                        | 515                         | 104                         | —                           |
| 5. Одесский            | 3137                               | 272                                | 116                                 | 1622                               | 240                                | 2096                        | 160                         | 2729                        | 182                         | 200                         | 20                          |
| 6. Киевский            | 4910                               | 1567                               | 138                                 | 885                                | 14                                 | 4183                        | 543                         | 2149                        | 395                         | 162                         | 82                          |
| 7. Виленский           | 1610                               | 1584                               | 160                                 | 750                                | 30                                 | 2462                        | 129                         | 1206                        | 286                         | 51                          | —                           |
| 8. Варшавский          | 1462                               | 5538                               | 352                                 | 937                                | 11                                 | 4413                        | 241                         | 2794                        | 813                         | 29                          | —                           |
| 9. Дерптский           | 445                                | 455                                | 2877                                | 417                                | 4                                  | 1461                        | 218                         | 1772                        | 563                         | 184                         | —                           |
| 10. Оренбургский       | 1352                               | 47                                 | 40                                  | 27                                 | 93                                 | 753                         | 79                          | 395                         | 140                         | 21                          | 171                         |
| 11. Кавказский         | 2242                               | 180                                | 64                                  | 113                                | 830                                | 2173                        | 175                         | 939                         | 95                          | 47                          | —                           |
| 12. Западно-Сибирский  | 611                                | 50                                 | 11                                  | 46                                 | 36                                 | 385                         | 37                          | 239                         | 23                          | 4                           | 66                          |
| 13. Восточная Сибирь   | 652                                | 20                                 | 6                                   | 97                                 | 39                                 | 280                         | 19                          | 342                         | 83                          | 1                           | 89                          |
| 14. Туркестанский край | —                                  | —                                  | —                                   | —                                  | —                                  | —                           | —                           | —                           | —                           | —                           | —                           |
| Итого*)                | 36 646                             | 10 519                             | 4712                                | 6048                               | 1493                               | 30 880                      | 2749                        | 20 259                      | 4088                        | 1014                        | 428                         |

Всего 59 418, к которым следует прибавить ещё 280 учащихся Туркестанского края.
Статистика. Всего в России гимназий к 1 января 1892 года было 180; в том числе 5 гимназий при церквях иностранных вероисповеданий, 5 частных гимназий, Александровский дворянский институт в Нижнем Новгороде, Лазаревский институт восточных языков и лицей Цесаревича Николая в Москве (гимназические классы) и коллегия Павла Галагана в Киеве. Всего прогимназий — 59; из них 20 шестиклассных и 39 четырёхклассных. Всего учащихся — 61079, учащих — 4942 (вместе с помощникам классных наставников). Средним числом один гимназист на 1870 жителей (принимая число жителей в 114 млн.) и одно учебное заведение на 475 тысяч жителей.
Во всех правительственных гимназиях и прогимназиях основных классов 1627, параллельных — 384 и приготовительных — 188. Из общего числа учеников (59418) пансионеров — 3511.
В частных гимназиях учеников — 707; из них православного исповедания — 301, католического — 16, лютеранского и реформаторского — 359, еврейского — 30, прочих исповеданий — 1. Дворян — 418, духовного сословия — 34, городского — 210, сельского 15 и иностранцев 30.
В церковных гимназиях учеников — 1347; из них православного исповедания — 366, католического — 40, лютеранского и реформатского — 826, еврейского — 84 и прочих исповеданий — 31. Дворян — 463, духовного сословия — 23, городского — 567, сельского 22 и иностранцев — 272.
Содержание правительственных гимназий и прогимназий обошлось в 1887 году в 9 914 741 рублей.
Кроме классических мужских гимназий существовала с 1876 года ещё Женская классическая гимназия госпожи Фишер (в Москве), устроенная совершенно по образцу мужских гимназий.
Если в 1856 году насчитывалось всего 78 гимназий и реальных училищ, то к концу века — более 300, а к 1914 году — около 700. Теперь гимназии открывались не только в губернских, но и уездных городах.
В 1908 году по инициативе военного министра с участием Николая II в начальных школах вводится обучение военному строю и гимнастике. Преподавателями были унтер-офицеры, солдаты, урядники. В этот период создаются отряды «потешных», где дети обучались военному строю, гимнастическим упражнениям, принятым в армии, военным играм. В частных гимназиях на физическую подготовку отводилось 2—3 часа в неделю. В учебных заведениях России не было единой системы преподавания гимнастики.

### Гимназии коммерческие

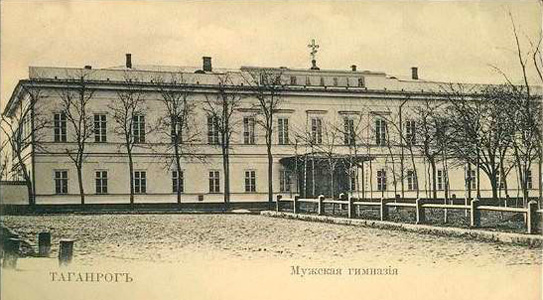
Здание Таганрогской гимназии

Основы коммерческого образования в России были заложены в эпоху реформ Александра I. В эти годы успели открыть только две коммерческие гимназии, в Одессе и Таганроге; первая была основана в 1804 г. (упразднена 1817), вторая — в 1806 г. (преобразована в классическую 1837). Они состояли: 1) из приходского училища, 2) уездного училища и 3) собственно гимназии. В уездном училище изучались, помимо прочего, «физические и технологические замечания, полезные для местной промышленности»; в гимназическом отделении — новогреческий и итальянский яз.; алгебра и арифметика, «приспособленные к коммерции»; основы естественного права; всеобщая грамматика; коммерч. география и бухгалтерия; наука коммерции; познание фабрик и товаров; история коммерции; коммерческие и морские права.

### Гимназии военные
преобразованы, по инициативе Д. А. Милютина, из кадетских корпусов, в 1863 г., и существовали до 1882 г., когда на место их опять возникли кадетские корпуса. Они имели целью, избегая «солдатства и недостаточности в образовании», дать общее образование и воспитание и подготовить к поступлению в специальные военные школы. Воспитателями и учителями могли быть лица гражданского звания. Курс учения — 6-летний. Предметы преподавания и их курс были почти те же, что в класс. гимназиях: не было только древних языков, да в меньшем объёме изучалась математика и история. Из военных предметов кадетских корпусов были удержаны гимнастика и обучение фрунту. Ежегодное число воспитанников в военных гимназиях доходило до 5360 чел. — Наряду с гимназиями были основаны и военные прогимназии — 3-х классные. В 1880 году гимназий военных было 18, прогимназий — 8.

### Гимназии реальные
Первые из них учреждены в варшавском округе, с 1840 г., но реальные отделения при классических гимназиях существовали с 1836 по 1864 г., когда возникли самостоятельные реальные училища, названные реальными гимназиями и состоявшие, как и классические, из семи классов. В 1872 г. они переименованы в реальные училища (см. Реальные училища).

### Гимназии женскиеведомства императрицы Марии
Идея устройства женских гимназий, как открытых и всесословных общеобразовательных заведений, принадлежит профессору Педагогического института Н. А. Вышнеградскому (1823—1872). Их общий устав был утверждён в 1862 году. В 1872 году для управления гимназиями был назначен особый начальник женских учебных заведений; в 1879 г. ему дан помощник. Учебные планы были изменены в 1879 г., с целью приближения гимназического курса к институтскому.
Недельное расписание уроков:
| Предметы                      | Классы | Классы | Классы | Классы | Классы | Классы | Классы | Всего |
| Предметы                      | VII    | VI     | V      | IV     | III    | II     | I      | Всего |
| ----------------------------- | ------ | ------ | ------ | ------ | ------ | ------ | ------ | ----- |
| 1. Закон Божий                | 2      | 2      | 2      | 2      | 2      | 2      | 2      | 14    |
| 2. Русский язык и словесность | 4      | 4      | 3      | 3      | 3      | 3      | 3      | 23    |
| 3. Французский язык           | 6      | 5      | 4      | 4      | 4      | 4      | 4      | 31    |
| 4. Немецкий язык              | 3      | 4      | 6      | 6      | 5      | 3      | 3      | 30    |
| 5. История                    | —      | —      | —      | 2      | 2      | 4      | 4      | 12    |
| 6. География                  | 2      | 2      | 2      | 2      | 2      | 2      | —      | 12    |
| 7. Математика                 | 3      | 3      | 3      | 3      | 3      | 3      | 3      | 21    |
| 8. Естествоведение и физика   | 2      | 2      | 2      | 2      | 2      | 3      | 3      | 16    |
| 9. Педагогика                 | —      | —      | —      | —      | —      | —      | 2      | 2     |
| 10. Рукоделие и гимнастика    | 2      | 2      | 2      | 2      | 2      | 2      | 2      | 14    |
| 11. Чистописание              | 2      | 2      | 2      | —      | —      | —      | —      | 6     |
| 12. Рисование                 | 2      | 2      | 2      | 2      | 2      | 2      | 2      | 14    |
| 13. Пение                     | 1      | 1      | 1      | 1      | 2      | 2      | 2      | 10    |
| Итого                         | 29     | 29     | 29     | 29     | 29     | 30     | 30     | 205   |

Окончившим полный курс выдавался аттестат на звание домашней учительницы, а получившим награды (медаль или книгу) — домашней наставницы и право без экзамена поступить на педагогические курсы. Система баллов была 12-балльной. Плата за ученье составляла от 30 до 100 рублей. Всего гимназий в ведомстве императрицы Марии было 29 и 1 прогимназия (в Санкт-Петербурге).

### Гимназии женские министерства народного просвещения
Гимназии женские министерства народного просвещения стали открываться вслед за гимназиями ведомства Императрицы Марии. Первоначально и для них существовал устав 1862 г., но в 1870 г. выработан новый. Они назначены для приходящих учениц всех сословий и исповеданий; состоят из семи классов, восьмого педагогического и девятого приготовительного. Первые три класса, а иногда больше, составляют прогимназию. При каждой гимназии — советы: а) педагогический (под председательством директора мужской гимназии или смотрителя училищ) — для обсуждения вопросов по учебной и воспитательной части, и б) попечительный (под председательством одного из членов, выбираемого на 3 года) — «для ближайшего содействия успешному со стороны общества развитию Гимназии». Непосредственное управление Гимназии — в руках начальницы, утверждаемой министром просвещения (начальница прогимназии — попечителем округа). Преподаватели и преподавательницы выбираются председателем педагогического совета (первые для старших классов, последние для 3-х младших) и утверждаются попечителем округа. Преподаватели — с высшим образованием и с правами мужских гимназий. Предметы обязательные в прогимназиях, обыкновенно 3-х классных: закон Божий, русский язык, русская история и география (краткая), арифметика, чистописание и рукоделье; а в гимназиях, кроме того, — всеобщая география и история, естественная история, физика и гимнастика. Необязательные в гимназии и прогимназии: немецкий, французский язык, рисование, музыка, пение и танцы. В педагогическом классе — обязательные: закон Божий, методика русского языка, арифметика и упражнения в преподавании; необязательные: история, или математика, или словесность, или новые языки (по желанию).
Недельное распределение уроков:
| Предметы                      | Классы | Классы | Классы | Классы | Классы | Классы | Классы | Всего |
| Предметы                      | I      | II     | III    | IV     | V      | VI     | VII    | Всего |
| ----------------------------- | ------ | ------ | ------ | ------ | ------ | ------ | ------ | ----- |
| А. Обязательные               |        |        |        |        |        |        |        |       |
| Закон Божий                   | 2      | 2      | 2      | 2      | 2      | 2      | 2      | 14    |
| Русский язык и словесность    | 4      | 4      | 3      | 3      | 3      | 3      | 3      | 23    |
| Математика                    | 3      | 3      | 3      | 3      | 3      | 4      | 4      | 23    |
| География                     | 2      | 2      | 2      | 2      | —      | —      | 2      | 10    |
| История                       | —      | —      | 2      | 2      | 3      | 3      | 2      | 12    |
| Естественная история и физика | —      | —      | —      | 2      | 2      | 3      | 3      | 10    |
| Чистописание                  | 2      | 2      | 1      | 1      | —      | —      | —      | 6     |
| Рукоделие                     | —      | —      | 2      | 2      | 2      | 2      | 1      | 9     |
| Итого                         | 13     | 13     | 15     | 17     | 15     | 17     | 17     | 107   |
| Б. Необязательные             |        |        |        |        |        |        |        |       |
| или а)                        |        |        |        |        |        |        |        |       |
| Немецкий язык                 | 5      | 5      | 4      | 3      | 4      | 3      | 2      | 26    |
| Французский язык              | 5      | 5      | 4      | 3      | 4      | 3      | 2      | 26    |
| Рисование                     | 2      | 2      | 2      | 2      | 2      | 2      | 2      | 14    |
| Педагогика                    | —      | —      | —      | —      | —      | —      | 2      | 2     |
| Итого                         | 25     | 25     | 25     | 25     | 25     | 25     | 25     | 175   |
| или б)                        |        |        |        |        |        |        |        |       |
| Один из иностранных языков    | 5      | 5      | 4      | 3      | 4      | 3      | 2      | 26    |
| Латинский                     | 6      | 6      | 6      | 5      | 5      | 5      | 5      | 38    |
| Греческий                     | —      | —      | 5      | 5      | 6      | 5      | 6      | 27    |
| Итого                         | 24     | 24     | 30     | 30     | 30     | 30     | 30     | 198   |

Учебные планы приближаются к планам мужских гимназий, а по некоторым предметам тождественны, например закону Божию, русскому языку, истории (за исключением древней), физике и географии (несколько в другом порядке). Особенности: 1) перенесение основных понятий логики в V кл., и 2) отсутствие тригонометрии и более краткие курсы алгебры и геометрии. Окончившим 7 классов выдается аттестат на звание учительницы начальных школ, окончившим 8 классов — домашней учительницы, а получившим притом медаль — домашней наставницы. Окончание 8-го класса открывает без экзамена доступ на высшие женские курсы. Система баллов пятибалльная. Плата за учение различна: 10—30 р. в Г. и 5—10 в прогимназиях.
По последнему отчету министра народного просвещения, сообщающему данные за 1887 г., женских гимназий правительственных — 106, прогимназий правительственных — 180, гимназических отделений при церквях иностранных исповеданий — 8, частных гимназий — 17 и прогимназий — 4. Всего гимназий — 136 (более на 44, чем в 1881 г., и на 56, чем в 1877 г.) и прогимназий — 184 (более на 6, чем в 1881 г.). В них классов 2277: нормальных — 1689, параллельных — 194, приготовительных — 293 и педагогических — 9 1. Учащих всего — 6027, учащихся — 61303. Самый многолюдный — Московский округ: 10466 уч., в 19 гимназиях и 37 прогимназиях; затем Харьковский — 10337, в 18 Г. и 40 прогимназиях; Одесский — 6451, в 17 Г. и 18 прогимназиях; СПб. — 5962, в 20 гимназиях и 19 прогимназиях. Меньше всего учащихся в Туркестанском крае, где одна Г. с 267 учен. По сословиям: городское — 26462, дворянское — 24831, сельское — 4889, духовное — 4044, иностранок — 1078. По списку учебных заведений министерства народного просвещения 1892 г., к 1 января 1890 г. число гимназий и прогимназий по округам было следующее:
| Округа             | Гимназии | Прогимназии |
| ------------------ | -------- | ----------- |
| СПб.               | 20       | 18          |
| Московский         | 22       | 36          |
| Казанский          | 9        | 15          |
| Оренбургский       | 5        | 10          |
| Харьковский        | 19       | 40          |
| Одесский           | 17       | 18          |
| Киевский           | 13       | 10          |
| Виленский          | 2        | 1           |
| Варшавский         | 15       | 4           |
| Дерптский          | 2        | —           |
| Кавказский         | 9        | 7           |
| Туркест. край      | 1        | —           |
| Западно-Сибирский  | 3        | 12          |
| Восточно-Сибирский | 3        | 6           |
| Приамурский край   | 2        | 3           |
| Всего              | 142      | 180         |

Из 142 гимназий правительственных — 114, церковных и общинных — 5, частных — 23; из 180 прогимназий: правительственных — 175 и частных — 5.

### Частные гимназии
С 1856 года стали основываться частные гимназии. Те из них, которые пользовались правами правительственных гимназий, были обязаны подчиняться уставу 1871 года, следовать в преподавании программам, утверждённым министерством просвещения, должностных лиц иметь по назначению правительства и находиться под наблюдением начальства округа.
Гимназии женские частные, с правами правительственных, возникшие из пансионов в последние два десятилетия, были обязаны, как и мужские частные гимназии, держаться правил и программ, установленных министерством народного просвещения, и подчиняться распоряжениям местного учебного округа. Плата — от 100 до 200 р. Число учениц колеблется между 100—200. В Санкт-Петербурге частных гимназий — 7, Харькове — 5, Москве — 4 и по одной в городах: Орле, Воронеже, Одессе, Киеве, Тифлисе, Омске и Иркутске.

### Порядки в гимназиях конца XIX — начала XX века и протесты учащихся
Вся жизнь учащихся проходила под надзором школьных властей. Их обязывали носить форму даже во внеучебное время, не разрешали им выходить на улицу после 7 часов вечера, часто запрещали посещать театры, публичные дома, лекции, библиотеки. Учеников иногда могли исключить из гимназии по нелепым, надуманным причинам. Так, в 1863 г. ученика шестого класса Воронежской гимназии Родионова выгнали за то, что он на уроке «пожал плечами и улыбнулся, выразив тем самым своё недоумение». А в 1867 г. ученик третьего класса 1-й Петербургской гимназии Колышко был исключён за «вредные мысли, выраженные им по поводу спасения государя Александра II от гибели» — он в разговоре с товарищами сказал: «Бог Троицу любит: два раза спас, а третий не спасёт».
Гимназисты часто создавали нелегальные организации. Только в 1895—1904 гг. существовало почти 150 союзов учащихся в 98 городах. Часть из них занималась только просветительством (например, петербургский «Северный союз учащихся средних школ»), но другие были политическими и пытались вовлечь молодых людей в практическую революционную работу. Во время революции 1905—1907 гг. учащиеся требовали ввести «свободную школу» (то есть ликвидировать ограниченный доступ в средние и высшие учебные заведения); изменить программы; отменить внешкольный надзор, обыски, унизительные наказания и обязательные богослужения; разрешить кружки, ученическое самоуправление и родительские комитеты.
.

### Проект реформы средней школы
В 1915—1916 годах по инициативе министра просвещения графа П. Н. Игнатьева была предпринята попытка реформировать среднее образование в России. К разработке проекта «новой школы» привлекли видных педагогов (например, П. Ф. Каптерева), учителей-практиков, членов Государственной думы.
По замыслу авторов проекта средняя школа должна была состоять из двух ступеней — с трёхлетним и четырёхлетним сроками обучения. При этом для первой (базовой) ступени согласовывались курсы первых трёх классов гимназий, высших начальных училищ (в городах) и четырёхклассных народных школ (в сельской местности). Это означало, что окончивший первую ступень любой школы или училища мог без экзаменов продолжить заниматься в гимназии на второй ступени. На второй ступени (четвёртый — седьмой классы) должны были быть три отделения — новогуманитарное, гуманитарно-классическое и реальное. В каждом из них должны были углублённо изучать соответствующие профилю предметы: на новогуманитарном отделении — русский и иностранный языки, историю; на гуманитарно-классическом — древние языки; на реальном — физику, математику или естествоведение (последние два предмета по выбору). Таким образом учитывались склонности учащихся. Предполагалось также расширить курсы русской словесности, отечественной истории и географии, краеведения для воспитания патриотизма.
Однако консервативно настроенные учителя и консерваторы из числа депутатов Государственной Думы подвергли этот проект резкой критике. Правительство отклонило проект, а в конце 1916 года Игнатьева сняли с должности министра просвещения.
Заменены в 1918 году едиными трудовыми школами.

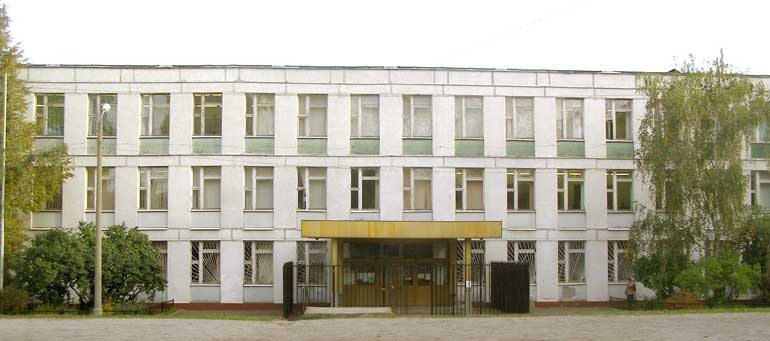
Современная гимназия в Москве

### Современные гимназии
В конце восьмидесятых гимназии снова были учреждены в СССР. В современном понимании гимназия — усовершенствованная общеобразовательная средняя школа с высоким рейтингом. С 2007 года гимназии в Москве начали ликвидироваться, становясь обычными средними школами, и полностью были «разжалованы» в простые школы к 2018 году.